# Cassidian

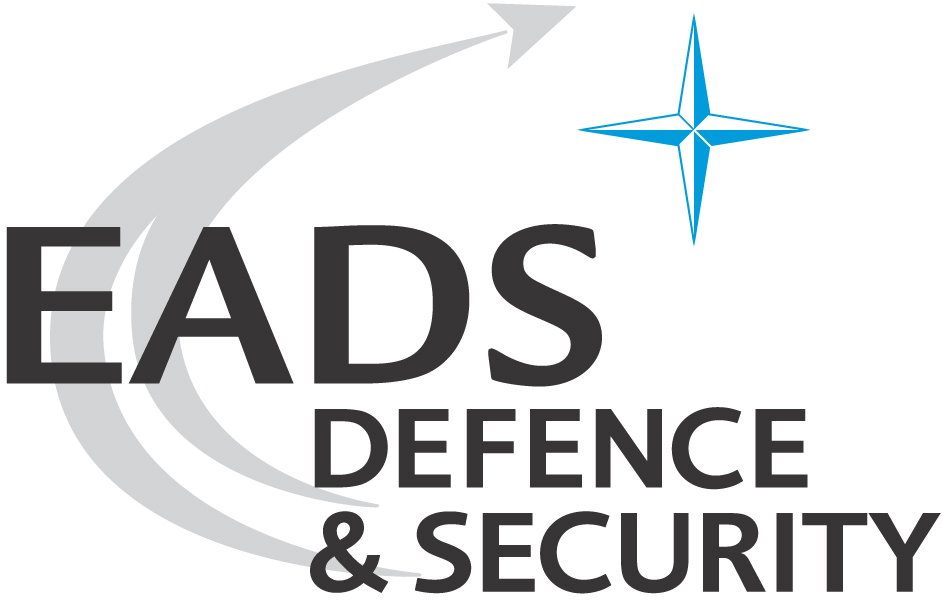
Logo der EADS Defence & Security

Cassidian (bis 17. September 2010 als EADS Defence & Security) war bis Januar 2014 die Verteidigungs- und Sicherheits-Sparte (Division) des EADS-Konzerns.
Es war ein führender Rüstungskonzern, Systemintegrator und Anbieter von Luft-, Land-, See- und Verbindungssystemen. Die Cassidian-Zentrale war in Unterschleißheim, Deutschland. 2014 wurde sie Teil der Airbus Defence and Space.

## Geschichte

### Gründung der EADS Defence & Security
Die EADS Division Defence & Security Systems wurde am 1. Juli 2003 gegründet. In ihr wurden die Aktivitäten aus Lenkflugkörpersystemen (LFK), Verteidigungselektronik, Militärflugzeuge und Telekommunikation des EADS-Konzerns zusammengelegt.
Sie war in folgende Geschäftsbereiche (Business Unit) gegliedert:
- Missiles (Lenkflugkörpersysteme)
- Defence Electronics (Verteidigungselektronik wie Sensoren, Elektronik und Missionsavionik)
- Military Aircraft
- Defence & Communication Systems (Verteidigungs- und Kommunikationssysteme)
- Services (militärischer Dienstleistungssektor)

Tom Enders wurde zum ersten CEO der neuen Division. Stefan Zoller hatte die Verteidigungs- und Sicherheits-Sparte des EADS-Konzerns seit 2005 geleitet.

### Umbenennung in Cassidian
Am 17. September 2010 änderte der ehemalige Vorstandsvorsitzende (2005 bis 2012) Stefan Zoller den Namen von EADS Defence & Security in Cassidian.
Der Markenname Cassidian ist ein Kunstwort aus dem lateinischen Wörtern Cassida (Helm) und Meridian und sollte den weltweiten Schutz und Sicherheit zum Ausdruck bringen.
Geschäftsbereiche (Business Unit) ab September 2010:
- Missiles (Lenkflugkörpersysteme)
- Defence Electronics (Verteidigungselektronik wie Sensoren, Elektronik und Missionsavionik)
- Cassidian Air Systems (Herstellung und Wartung militärischer Flugzeuge)
- Defence & Communication Systems (Verteidigungs- und Kommunikationssysteme)
- Services (militärischer Dienstleistungssektor)

### Neuer Geschäftsbereich CyberSecurity
2012 wurde der neue Geschäftsbereich CyberSecurity (Informationstechnische Sicherheit) mit der zugehörigen deutschen Tochtergesellschaft Cassidian CyberSecurity GmbH (Sitz: Ottobrunn) geschaffen.
Geschäftsbereiche (Business Unit) ab September 2012:
- Missiles (Lenkflugkörpersysteme)
- Defence Electronics (Verteidigungselektronik wie Sensoren, Elektronik und Missionsavionik)
- Cassidian Air Systems (Herstellung und Wartung militärischer Flugzeuge)
- Defence & Communication Systems (Verteidigungs- und Kommunikationssysteme)
- Services (militärischer Dienstleistungssektor)
- CyberSecurity (Informationstechnische Sicherheit)

Ab 3. September 2012 wurde Bernhard Gerwert zum Chief Executive Officer (CEO) von Cassidian und zum Mitglied des EADS-Vorstands (EADS Executive Committee) ernannt.

### Zusammenfassung zur Airbus Defence and Space
Zum 1. Januar 2014 wurden die EADS-Divisionen Airbus Military, Astrium und Cassidian zur neuen Airbus Defence and Space zusammengeführt.

## Beteiligungen
- GFD GmbH; Übernimmt Übungsaufgaben (z. B. Flugzieldarstellung) für die Bundeswehr.
- MBDA Deutschland GmbH (bis 9. Mai 2012 LFK-Lenkflugkörpersysteme GmbH); Entwicklung und Herstellung von Lenkflugkörpern
- Cassidian CyberSecurity GmbH
- EADS Test & Services (Ab Juni 2014 Spherea Test & Services)[5]

## Standorte
- Unterschleißheim; Firmensitz
- Manching; Militärische Luftfahrzeuge
- Friedrichshafen; Verteidigungs- und Kommunikationssysteme
- Bremen; Militärische Luftfahrzeuge
- Ulm; Verteidigungs- und Kommunikationssysteme
- Oberkochen; Optronische Systeme